# アヴァチンスカヤ山
アヴァチンスカヤ山(ロシア語: Авачинская сопка)は、ロシア極東のカムチャツカ半島にある成層火山である。また、アバチャ山（ロシア語: Авача）、アバチンスキー山（ロシア語: Авачинский）とも呼ばれている。南西にはカムチャツカ地方の首府であるペトロパブロフスク・カムチャツキー、付近には同じく活火山であるコリャークスキ山がある。近年では2008年に噴火している。
アヴァチンスカヤ山は環太平洋造山帯上にあり、付近では太平洋プレートがユーラシアプレートの下に沈み込んでいる。
更新世中期～後期頃から火山活動を始めたと考えられており、3～4万年前に形成された馬蹄形のカルデラが見られる。カルデラ内では1万8千年前と7千年前の噴火により、新たな中央火口丘が形成された。

## ギャラリー

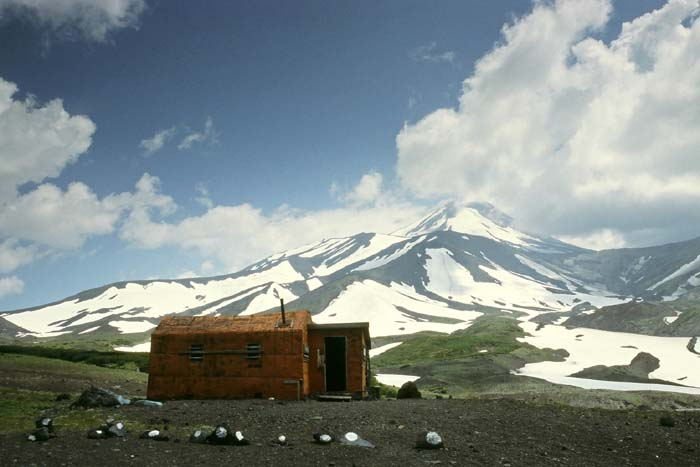
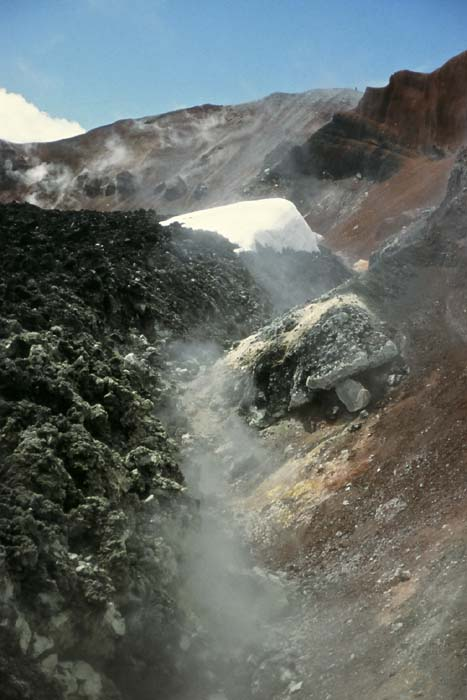
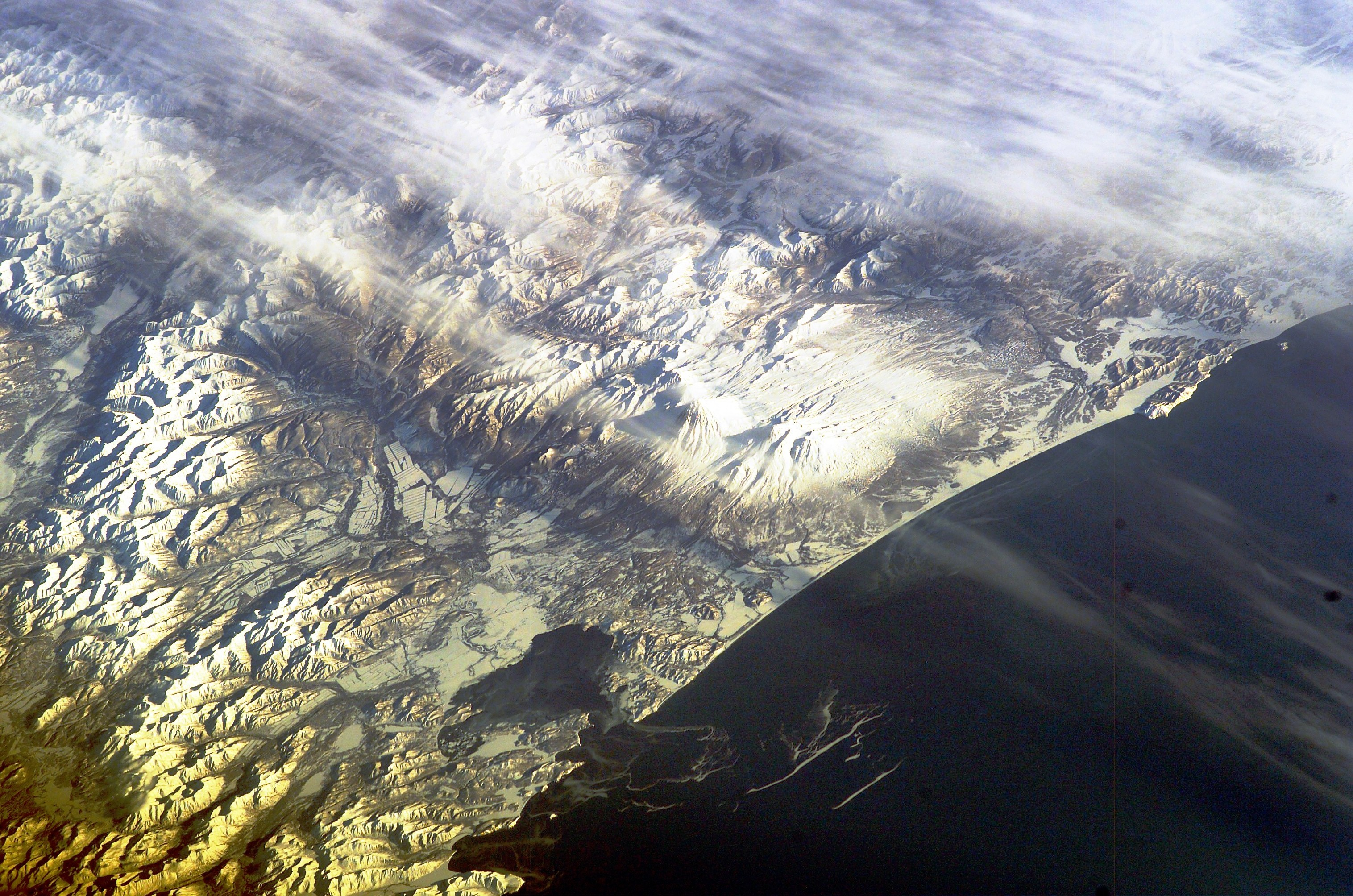
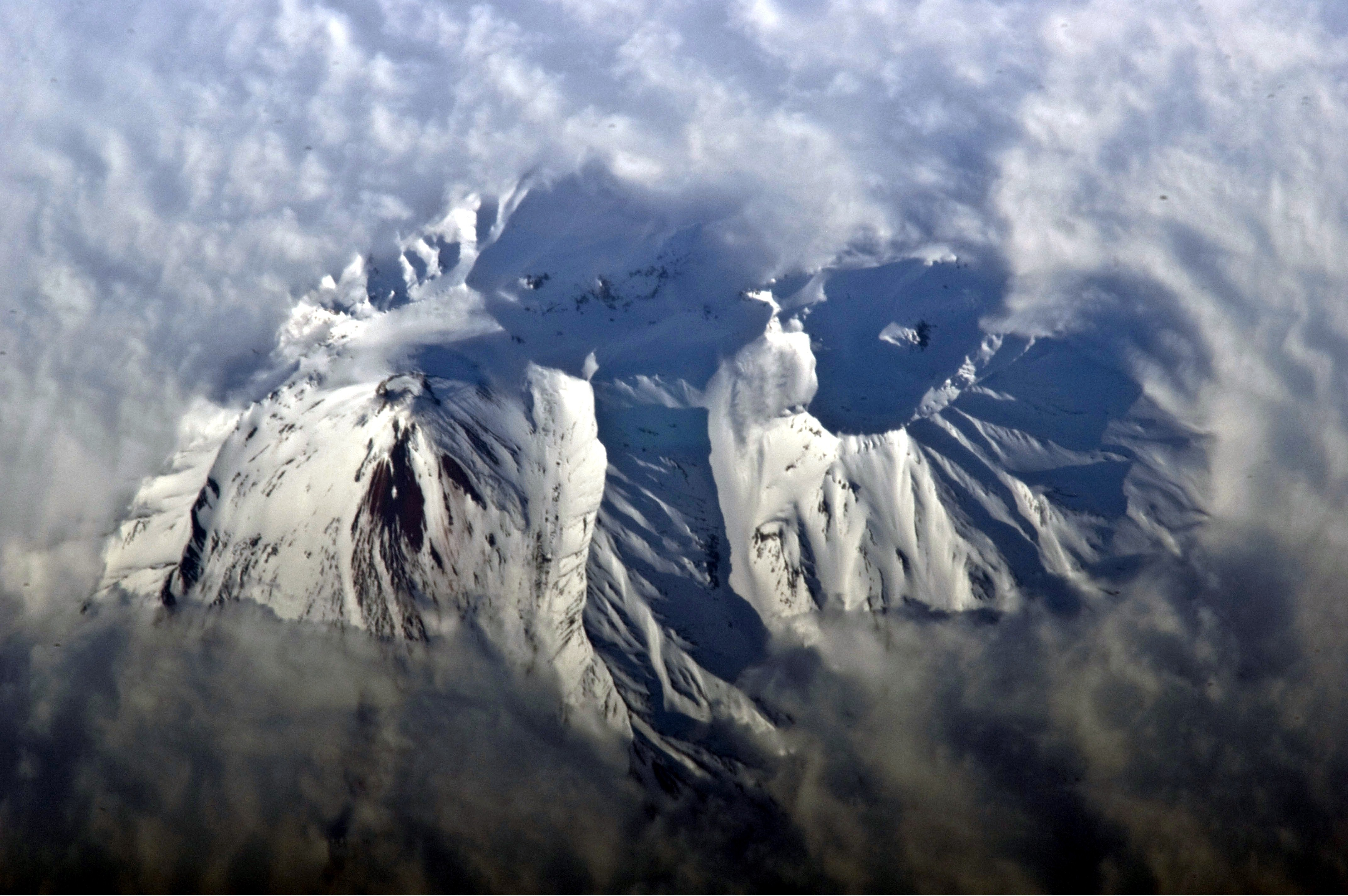